# Laukaa
Laukaa (Zweeds: Laukas) is een gemeente in de Finse provincie West-Finland en in de Finse regio Centraal-Finland. De gemeente heeft een landoppervlakte van 648,51 km² en telt 18.775 inwoners (2022).

## Geboren in Laukaa
- Otto Kuusinen (1881), politicus, historicus en dichter
- Juha Kankkunen (1959), rallyrijder
- Eero Hirvonen (1996), noordse combinatieskiër